# Nick de Firmian
Nicholas Ernest (Nick) de Firmian (né le 26 juillet 1957 à Fresno en Californie) est un grand maître américain du jeu d'échecs et un triple champion des États-Unis, remportant le titre en 1987 (avec Joel Benjamin) en 1995 et en 1998. Il a également fini premier ex æquo en 2002 mais est battu par Larry Christiansen aux départages. Il est aussi auteur connu pour la rédaction des 13e, 14e et 15e éditions du traité d'ouvertures Modern Chess Openings.

## Biographie
Il vit au Danemark avec son épouse, Christine, également joueuse d'échecs et ancien membre de l'équipe nationale danoise. 
De Firmian est un membre fondateur de Prochess, un groupe de grands maîtres qui vise à promouvoir le jeu d'échecs aux États-Unis. Il est titulaire d'un diplôme de physique de l'Université de Californie.

## Palmarès
Il a participé à plusieurs tournois interzonaux et a défendu les couleurs des États-Unis à plusieurs Olympiades en 1980, 1984, 1986, 1988, 1990, 1996, 1998 et 2000. 
De Firmian a remporté le titre de maître international en 1979 et celui de grand maître international en 1985. 
Il a remporté l'édition 2003 de l'Open du Canada. En 1986, il est 1er du World Open doté d'un premier prix de 21 000 $, un record pour un tournoi au système suisse à l'époque. 
Il a remporté quatre fois (en 1984, 2001, 2004 et 2007) la coupe Politiken organisée lors du festival d'échecs de Copenhague.

## Publications
De Firmian est un expert réputé des ouvertures. En 1990, il est l'auteur d'une révision de Modern Chess Openings, 13e édition (MCO-13). En 1999, il est l'auteur de la 14e édition, qui, avec Nunn's Chess Openings (NCO) est considéré comme le traité le plus complet des ouvertures en un seul volume de langue anglaise. Il a aussi contribué à la bibliothèque d'ouverture de Deep Blue, ordinateur d'IBM qui a battu Garry Kasparov en 1997.
En 2006, il a édité une révision du classique Chess Fundamentals de José Raúl Capablanca. En 2008 il édite la 15e édition de MCO.
- Nick de Firmian, Walter Korn, Modern Chess Openings, 13rd ed, A. & C. Black, 1990
- Nick de Firmian, Modern Chess Openings, 14th ed, Random House, 1999 (ISBN 0-8129-3084-3)
- Nick de Firmian, John Fedorowicz, The English Attack, Sterling, 2004 (ISBN 978-0-945806-14-1)
- José Raúl Capablanca, Nick de Firmian, John Fedorowicz, Chess Fundamentals (Completely Revised and Updated for the 21st Century), Random House, 1921, 2006, 209 p. (ISBN 978-0-8129-3681-0 et 0-8129-3681-7)
- Nick de Firmian, Modern Chess Openings, 15th ed, Random House, 2008